# Jasomenia sansibara
Jasomenia sansibara är en insektsart som först beskrevs av Karsch 1896.  Jasomenia sansibara ingår i släktet Jasomenia och familjen gräshoppor. Inga underarter finns listade i Catalogue of Life.